# Bulbophyllum pitengoense
Bulbophyllum pitengoense är en orkidéart som beskrevs av Marcos Antonio Campacci. Bulbophyllum pitengoense ingår i släktet Bulbophyllum och familjen orkidéer. Inga underarter finns listade i Catalogue of Life.